# Гуарулья, Либорио
Либорио Гуарулья Гарридо (исп. Liborio Guarulla Garrido; род. 23 июля 1954 года, Ла-Ислета, муниципалитет Мароа, штат Амасонас, Венесуэла) — венесуэльский политик, губернатор штата Амасонас в 2001—2017 годах.

## Биография
Либорио Гуарулья родился в 1954 году в венесуэльском штате Амасонас. Он принадлежит к индейской народности банива. Гуарулья получил степень бакалавра пластических искусств в Центральном университете Венесуэлы (Каракас).
Входил в Конституционную ассамблею Венесуэлы, избранную в 1999 году. Состоял в партиях «Движение к социализму» и «Радикальное дело». На выборах 2000 года выдвинулся кандидатом в губернаторы штата Амасонас от партии «Отечество для всех». Первоначально было объявлено о переизбрании губернатором Хосе Бернабе Гутьерреса с перевесом в 221 голос. Однако Гуарулья потребовал отменить результаты выборов из-за нарушений на некоторых участках, после чего Верховный суд Венесуэлы назначил на февраль 2001 года частичное повторное голосование. По его итогам Гуарулья опередил Гутьерреса на 500 голосов и стал новым губернатором штата.
Был снова избран на губернаторскую должность от той же партии в 2005 (будучи союзником президента Уго Чавеса) и 2010 (на этот раз был поддержан оппозиционной коалицией «Круглый стол демократического единства») годах. В 2012 году вместе с некоторыми другими бывшими членами партий «Отечество для всех» и «За социал-демократию» основал новую партию «Прогрессивное движение Венесуэлы», вошедшую в коалицию «Круглый стол демократического единства». В том же году Гуарулья при поддержке оппозиционных партий был снова избран губернатором. После победы Гуарульи центральные власти отняли у него полномочия по управлению местным аэропортом, полицией штата, радиостанцией и отелем.
В 2014 году вместе с другим оппозиционным губернатором Анри Фальконом Либорио Гуарулья принял участие в переговорах между властью и оппозицией на фоне протестов.
8 мая 2017 года Гуарулье было на 15 лет запрещено занимать государственные должности. В ответ на это он на марше шаманов, прошедшем в столице штата Амасонас Пуэрто-Аякучо, наложил на своих противников шаманское проклятие.
На региональных выборах, проведённых в октябре того же года, новым губернатором штата Амасонас был избран член правящей Единой социалистической партии Венесуэлы Мигель Родригес. Вскоре после выборов Гуарулья распространил своё майское проклятие на тех избранных от оппозиции губернаторов, кто согласился принести присягу перед Конституционной ассамблеей (венесуэльская оппозиция считает незаконными созыв ассамблеи и требования присяги перед ней).
В 2019 году Либорио Гуарулья перешёл в партию «Новое время».

## Семья
Женат на Джудит Кампос де Гуарулья. Дочь — Пумейава, сын — Умавали.
Нирма Гуарулья, сестра Либорио, возглавляла Законодательное собрание штата Амасонас. Стала депутатом Национальной ассамблеи от штата Амасонас по итогам выборов 2010 года. В 2015 году была снова избрана депутатом, но затем Верховный суд Венесуэлы аннулировал результаты выборов в штате Амасонас, заявив о нарушениях.
Эрик Гуарулья Пайуа, племянник Либорио, возглавлял генеральный архив правительства штата Амасонас. Находясь в этой должности, Эрик был убит в Пуэрто-Аякучо в мае 2017 года.